# Coniopteryx (Metaconiopteryx) esbenpeterseni
Coniopteryx (Metaconiopteryx) esbenpeterseni is een insect uit de familie van de dwerggaasvliegen (Coniopterygidae), die tot de orde netvleugeligen (Neuroptera) behoort. 
Coniopteryx (Metaconiopteryx) esbenpeterseni is voor het eerst wetenschappelijk beschreven door Tjeder in 1930.